# 尚瑟里
尚瑟里（法語：Champcerie，法語發音：[ʃɑ̃səʁi] ⓘ）是法国奥恩省的一个市镇，属于阿让唐区。

## 地理
尚瑟里（48°47'57"N, 0°13'30"W）面积8.94 平方千米，位于法国诺曼底大区奧恩省，该省份为法国西北部内陆省份，北起顺时针与卡爾瓦多斯省、厄尔省、厄尔-卢瓦省、萨尔特省、马耶讷省和芒什省接壤。
与尚瑟里接壤的市镇（或旧市镇、城区）包括：巴佐什欧乌尔姆、日耶勒-库尔泰耶、阿布洛维尔、讷维欧乌尔姆、皮唐日勒拉克。

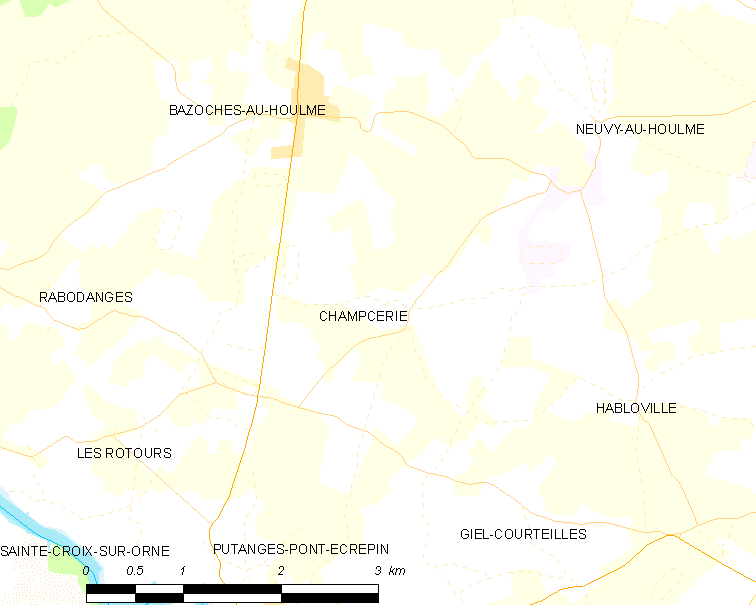
尚瑟里的OSM定位图

尚瑟里的时区为UTC+01:00、UTC+02:00（夏令时）。

## 行政
尚瑟里的邮政编码为61210，INSEE市镇编码为61084。

## 政治
尚瑟里所属的省级选区为阿蒂斯-瓦勒德鲁夫尔县。

## 人口

1962-2008年间尚瑟里人口变化图示

尚瑟里于2022年1月1日时的人口数量为177人。